# Discographie de Within Temptation
La discographie de Within Temptation, groupe de metal symphonique hollandais, se compose de huit albums studio, de trois albums live, d'une compilation, de cinq maxis et d'une vingtaine singles depuis leur formation en 1996.

## Albums

### Albums studio
| Année | Détails | Classements | Classements | Classements | Classements | Classements | Classements | Classements | Classements | Classements | Classements | Certifications                                               |
| Année | Détails | [ 2 ]       | [ 3 ]       | [ 4 ]       | [ 5 ]       | [ 6 ]       | [ 7 ]       | [ 8 ]       | [ 9 ]       | [ 10 ]      | [ 11 ]      | Certifications                                               |
| ----- | --- | ----------- | ----------- | ----------- | ----------- | ----------- | ----------- | ----------- | ----------- | ----------- | ----------- | ------------------------------------------------------------ |
| 1997  | Enter - Sortie: 6 avril 1997 - Label: DSFA Records - Format(s): CD, cassette                                                                           | —           | —           | —           | —           | —           | —           | 32          | —           | —           | —           | —                                                            |
| 2000  | Mother Earth - Sortie: 4 décembre 2000 - Label: DSFA Records, GUN Records - Format(s): CD, cassette                                                    | 7           | —           | 30          | 3           | —           | —           | 3           | —           | 70          | 106         | - : Platine - : Platine - : Platine - : Or - : Or - : Or     |
| 2004  | The Silent Force - Sortie: 15 novembre 2004 - Label: Roadrunner Records, GUN Records - Format(s): CD, téléchargement                                   | 5           | —           | 12          | 4           | —           | 34          | 1           | 90          | 28          | 22          | - : Platine - : Or - : Or - : Or - : Or - : Or - : Or - : Or |
| 2007  | The Heart of Everything - Sortie: 9 mars 2007 - Label: Roadrunner Records, GUN Records - Format(s): CD, téléchargement                                 | 5           | —           | 12          | 2           | 106         | 26          | 1           | 38          | 4           | 8           | - : Or - : Or - : Or                                         |
| 2011  | The Unforgiving - Sortie: 25 mars 2011 - Label: Roadrunner Records, Columbia Records - Format(s): CD, téléchargement                                   | 7           | 27          | 7           | 3           | 50          | 19          | 2           | 23          | 7           | 9           | - : Or                                                       |
| 2014  | Hydra - Sortie: 31 janvier 2014 - Label: Sony Music Entertainment, Universal Music Group, Nuclear Blast, Dramatico - Format(s): CD, téléchargement, LP | 12          | 26          | 5           | 4           | 16          | 13          | 1           | 6           | 12          | 2           | —                                                            |
| 2019  | Resist - Sortie: 1er février 2019 - Label: Spinefarm Records - Format(s): CD, téléchargement                                                           | —           | —           | —           | —           | —           | —           | —           | —           | —           | —           | —                                                            |
| 2023  | Bleed Out - Sortie: 20 octobre 2023 - Label: Force Music Recordings - Format(s): CD, téléchargement                                                    | —           | —           | —           | —           | —           | —           | —           | —           | —           | —           | —                                                            |

### Albums live
| Année | Détails | Classements | Classements | Classements | Classements | Classements | Classements | Classements | Certifications |
| Année | Détails | [ 2 ]       | [ 4 ]       | [ 5 ]       | [ 7 ]       | [ 8 ]       | [ 9 ]       | [ 11 ]      | Certifications |
| ----- | --- | ----------- | ----------- | ----------- | ----------- | ----------- | ----------- | ----------- | -------------- |
| 2008  | Black Symphony - Sortie: 22 septembre 2008 - Label: Roadrunner Records - Format(s): CD, téléchargement                                  | 17          | 36          | 16          | 77          | 3           | —           | 25          | —              |
| 2009  | An Acoustic Night at the Theatre - Sortie: 2 novembre 2009 - Label: Roadrunner Records - Format(s): CD, téléchargement                  | 46          | 38          | 31          | 89          | 4           | 116         | 35          | —              |
| 2014  | Let Us Burn - Elements and Hydra Live in Concert - Sortie: 14 novembre 2014 - Label: Roadrunner Records - Format(s): CD, téléchargement | —           | —           | —           | —           | —           | —           | —           | —              |
| 2024  | Worlds Collide Tour - Live In Amsterdam - Sortie: 21 juin 2024 - Label: Force Music - Format(s): CD, Vinyle, téléchargement             | —           | —           | —           | —           | —           | —           | —           | —              |
| 2024  | Bleed Out 2024 Tour - Sortie: 2024 - Label: - Format(s): CD                                                                             | —           | —           | —           | —           | —           | —           | —           | —              |

### Compilation
| Année | Détails | Classements | Classements | Certifications |
| Année | Détails | [ 5 ]       | [ 8 ]       | Certifications |
| ----- | --- | ----------- | ----------- | -------------- |
| 2013  | The Q-Music Sessions - Sortie: 19 avril 2013 (Belgique et Pays-Bas uniquement) - Label: Sony BMG - Format(s): CD, téléchargement | 4           | 5           | —              |

### EP
| Année | Détails |
| ----- | --- |
| 1998  | The Dance - Sortie: 21 juin 1998 - Label: DSFA Records - Format(s): CD, cassette                                   |
| 2007  | The Howling - Sortie: 1er mai 2007 - Label: Roadrunner Records - Format(s): CD, téléchargement                     |
| 2011  | Sinéad, the Remixes - Sortie: 17 octobre 2011 - Label: Armada Music - Format(s): téléchargement                    |
| 2013  | Paradise (What About Us?) - Sortie: 27 septembre 2013 - Label: Sony BMG, Nuclear Blast - Format(s): téléchargement |
| 2014  | And We Run - Sortie: 23 mai 2014 - Label: Sony BMG, Nuclear Blast - Format(s): téléchargement                      |

## Singles
| Nom                       | Année de parution | Album                                   |
| ------------------------- | ----------------- | --------------------------------------- |
| Restless                  | 7 avril 1997      | Enter                                   |
| Our Farewell              | 22 janvier 2001   | Mother Earth                            |
| Ice Queen                 | 1er juin 2001     | Mother Earth                            |
| Mother Earth              | 28 mai 2002       | Mother Earth                            |
| Running Up that Hill      | 6 mai 2003        | Running Up that Hill                    |
| Stand my Ground           | 29 octobre 2004   | The Silent Force                        |
| Memories                  | 31 janvier 2005   | The Silent Force                        |
| Angels                    | 13 juin 2005      | The Silent Force                        |
| What Have You Done        | 16 février 2007   | The Heart of Everything                 |
| Frozen                    | 10 mai 2007       | The Heart of Everything                 |
| All I Need (en)           | 5 novembre 2007   | The Heart of Everything                 |
| Forgiven                  | 12 septembre 2008 | The Heart of Everything                 |
| Utopia                    | 30 octobre 2009   | An Acoustic Night at the Theatre        |
| Faster                    | 31 janvier 2011   | The Unforgiving                         |
| Sinéad                    | 14 mai 2011       | The Unforgiving                         |
| Shot in the Dark          | 15 octobre 2011   | The Unforgiving                         |
| Paradise (What About Us?) | 27 septembre 2013 | Hydra                                   |
| Dangerous                 | 20 décembre 2013  | Hydra                                   |
| Whole World Is Watching   | 21 février 2014   | Hydra                                   |
| And We Run                | 23 mai 2014       | Hydra                                   |
| Edge of the World         | 1er décembre 2014 | Hydra                                   |
| The Reckoning             | 28 septembre 2018 | Resist                                  |
| Raise Your Banner         | 30 novembre 2018  | Resist                                  |
| Supernova                 | 6 février 2019    | Resist                                  |
| Entertain You             | 8 mai 2020        | Bleed Out                               |
| The Purge                 | 20 novembre 2020  | Bleed Out                               |
| Shed My Skin              | 25 juin 2021      | Bleed Out                               |
| Don't Pray for Me         | 8 juillet 2022    | Bleed Out                               |
| The Fire Within           | 20 décembre 2022  |                                         |
| Wireless                  | 18 mai 2023       | Bleed Out                               |
| Bleed Out                 | 18 août 2023      | Bleed Out                               |
| Ritual                    | 24 octobre 2023   | Bleed Out                               |
| A Fool's Parade           | 11 avril 2024     |                                         |
| The Reckoning             | 24 mai 2024       | Worlds Collide Tour - Live In Amsterdam |
| Sing Like A Siren         | 16 mai 2025       |                                         |

## DVD
| Nom                   | Année de parution | Contenu du DVD |
| --------------------- | ----------------- | --- |
| Mother Earth          | 2002              | Quatre morceaux enregistrés live à Paris, le clip de Mother Earth et des scènes backstage. |
| Mother Earth Tour     | 2003              | Extraits de concerts donnés sur différents festivals aux Pays-Bas et en Belgique + bonus. |
| The Silent Force Tour | 2005              | Concert donné à Java Island, clips, extraits de concerts en Belgique et en Finlande, bonus |
| Black Symphony        | 22 septembre 2008 | Concert donné à Rotterdam avec le Metropole Orchestra, Making-of et backstage de ce concert, Documentaire sur WT et leurs dix ans de carrière, Résumé du concert d'Eindhoven avec 12 titres, Videoclips et making-of de l'album The Heart Of Everything, Various TV-bits: récompenses, reportage du concert de Manchester et d'autres concerts, ‘On-the-road’ clips réalisés par Sharon et Robert, Galerie photo. |